# 선샤인 (음악 그룹)
선샤인은 중국의 걸그룹이다. 2019년 EP [You Are Sunshine (Christmas Mix)]으로 데뷔했다.

## 방송
- 창조 101 (2018)